# Thalmässing
Thalmässing je obec v německé spolkové zemi Bavorsko, v zemském okrese Roth ve vládním obvodu Střední Franky.
První dochovaná historická zmínka o obci pochází z roku 866.
V roce 2012 zde žilo 5 155 obyvatel.

## Pamětihodnosti
- zřícenina hradu Stauf
- kostel sv. Martina v části obce Alfershausen s obrazem Mistra Jana Husa (namalován před r. 1627)[1]